# Szűcs Edit (iparművész)
Szűcs Edit (Budapest, 1968. április 19. –) Kozma Lajos Kézműves Iparművészeti Ösztöndíjas ruha- és jelmeztervező iparművész.
Ruhakölteményei viselőiket lényekké varázsolják. Anyagválasztásában szerepet játszik a transzparencia és az irizáló felületi hatások elérése. Öltözékein gyakran rétegzi egymásra az anyagokat vagy tekeredő nyúlványszerű formákat alkalmaz.

## Tanulmányai és oktatói tevékenysége
1982–1986 között a Képző- és Iparművészeti Szakközépiskolában ötvös szakon tanult. 1986 és 1991 között a Magyar Iparművészeti Főiskolán tanult ruhatervező-kéziszövő szakon. 1991 és 1993 között a Magyar Iparművészeti Főiskola Mesterképző Intézetét végezte el. 1996–1997 között az Akademie Schloss Solitude Művészeti ösztöndíját nyerte el. 2002–2005 MOME doktori iskoláján tanult.
1992-1997 között a kaposvári Iparművészeti Szakközépiskolában, 1994–1996 között a Magyar Iparművészeti Főiskola Alapképző Intézetében, 1998–1999 között a Magyar Iparművészeti Főiskola Vizuális Kommunikáció Tanszékén oktatott, 2007-től a MOME textil tanszékének adjunktusa, és a KREA művészeti Iskola oktatója. 1992-től a Matéria csoport tagja.
Jelmeztervezőként számos színházi előadásban, filmben működött közre. Kozma Lajos Kézműves Iparművészeti Ösztöndíjban 1997–1999 között részesült. Az év legjobb jelmeztervezői díját többször is elnyerte. Vágó Nelly emlékdíjas.

## Fontosabb színházi jelmeztervek
- 1993: Jókai-Mohácsi: Milton (r: Mohácsi János) Nyíregyháza, Móricz Zs. Színház, Az év legjobb előadása díj.
- 1994: Dosztojevszkij-Bezerédi: Bűn és bűnhődés, Csiky Gergely Színház, Kaposvár
- 1995: Miller-Mohácsi: Istenítélet (r: Mohácsi János) Kaposvár Csiky G. Színház, Az év legjobb előadása díj.
- 1995: Szerb A.: Utas és holdvilág, Móricz Zsigmond Színház, Nyíregyháza
- 1996: Kosztolányi D.: Édes Anna, Csiky Gergely Színház, Nyíregyháza
- 1996: Osztrovszkij: Vihar, Csiky Gergely Színház, Kaposvár
- 1996: Kálmán-Ligeti: Mágnás Miska, Vígszínház, Budapest
- 1997: Molnár Ferenc: Üvegcipő, Csiky Gergely Színház, Kaposvár
- 1997: Csepreghy Ferenc: A sárga csikó (r: Bezerédi Zoltán) Kaposvár, Csiky G. Színház, Az év legjobb zenés előadása díj.
- 1998: Voltaire: Candide (r: Kamondi Zoltán) Thália Színház, Budapest, Az év legjobb zenés előadása díj.
- 1998: Bulgakov: Iván a rettentő, Csiky Gergely Színház, Kaposvár
- 1998: Molnár Ferenc: Pál utcai fiúk, Pécsi Nemzeti Színház, Pécs
- 1998: Szilágyi A.: Angyalok lázadása, Nemzeti Színház, Újvidék.
- 1998: Bertold Brecht: Kaukázusi krétakör (r: Mohácsi János) Nyíregyháza, Móricz Zs. Színház, Az év legjobb előadása díj.
- 2000: Heller-Mohácsi: Megbombáztuk Kaposvárt (r: Mohácsi János) Kaposvár Csiky G. Színház, Az év legjobb előadása díj.
- 2001: Bertold Brecht- Kurázsi mama- (r: Szász János) USA, American Repertory Theatre, legjobb látvány díj
- 2002: Peter Weiss: Marat Sade- (r:Szász János), USA, American Repertory Theatre
- 2003: Mohácsi János: Csak egy szög (r: Mohácsi János), Kaposvár, Csiky Gergely Színház, legjobb társulat díja
- 2004: Molière: Tudós Nők (r: Rale Milenkovic), Egri Gárdonyi Géza Színház
- 2005: Mozart: A varázsfuvola (r: Keszégh László) Pécsi Nemzeti Színház
- 2005: Marina Carr: Macskalápon (r: Radiszlav Milenkovic) Nemzeti Színház
- 2006: Mohácsi: 56 06/ Őrült lelkek vert hadak (r: Mohácsi János) Csiky Gergely Színház, Kaposvár
- 2007: Mohácsi- Dosztojevszkij: Ördögök (r: Mohácsi János) Nemzeti Színház
- 2008: Spíró-Hamvas: Szilveszter (r: Keszégh László) Nemzeti Színház
- 2008: Miller-Mohácsi: Istenitélet (r: Mohácsi János) Nemzeti Színház Pécs,- Az év legjobb előadása díj.
- 2009: Chehov-Vad méz (r: Radiszlav Milenkovic)
- 2010: Waserman-Leigh-Darion: La Mancha lovagja (r: Keszégh László)
- 2012: Masskowska-Lángoló kerékpár Bárka (r: Kamondi Zoltán)
- 2013: Don Perlimpin/ Don Cristobal (Csokonai N. Sz.) (r: Keszégh László)
- 2013: Fehérló fia (Budapest Bábszínház (r: Veres András)
- 2014: A borbély (Budapest Katona József Színház t.: Hudi László)
- 2015: Erdély-Tündérkert (Miskolci Nemzeti Színház r: Keszég László)

## Fontosabb film jelmeztervek
- 2001: Fésős András- Balra a nap nyugszik
- 2002: Szirtes János-Lugossy László: Tiszta lap
- 2004: Reg Travis: Joy Division
- 2006: Kamondi Zoltán: Dolina
- 2014: Nemes Gyula: ZERO
- 2015: Nemes Jeles László: Saul fia[3]

## Egyéni kiállítások
- 1995: Múzeumi Galéria, Rippl-Rónai Múzeum, Kaposvár
- 1997: Saving Grase, Akademie Schoss Solitude, Stuttgart
- 2008: Kirakatszínház Zikkurat Galéria Budapest, Nagy Fruzsinával
- 2008: Jel-Mez-Jel Pécs(POSZT) Nagy Fruzsinával

## Díjai, elismerései
- 1992: Air France, Nina Ricci Divatpályázat, I. díj, Párizs
- 1992: Diósy-Nagyajtai pályázat, I. díj, Budapest
- 1993: Diósy-Nagyajtai pályázat, I. díj, Budapest
- 1997-99: Kozma Lajos Iparművészeti ösztöndíj
- 1999: Országos Színházi Fesztivál, legjobb jelmeztervezői díj, Győr
- 2001: Elliot Norton Award For Best Design, USA, Boston
- 2007: Filmfesztivál- Legjobb látvány /jelmez/ díj
- 2010: Az év legjobb jelmeztervezője (szakmai díj)
- 2010: Vágó Nelly emlékérem[4]
- Vidéki Színházak Fesztiválja (Thália Színház) – szakmai zsűri különdíja a produkció jelmezeiért (a Miskolci Nemzeti Színház La Mancha lovagja című produkciójának látványvilágért megosztva: a produkció díszletét Árvai György tervezte, a világítás Kramcsák János munkája, 2017)[5]
- 2023: Ferenczy Noémi-díj